# Deraeocoris grandis
Deraeocoris grandis är en insektsart som först beskrevs av Philip Reese Uhler 1887.  Deraeocoris grandis ingår i släktet Deraeocoris och familjen ängsskinnbaggar. Inga underarter finns listade i Catalogue of Life.